# Uinta County
Artikeln behandlar countyt i Wyoming, ej att förväxla med Uintah County i Utah.
Uinta County är ett administrativt område i delstaten Wyoming, USA. År 2010 hade countyt 21 118 invånare. Den administrativa huvudorten (county seat) är Evanston.

## Geografi
Enligt United States Census Bureau har countyt en total area på 5 408 km². 5 392 km² av den arean är land och 16 km² är vatten. 

### Angränsande countyn
- Lincoln County, Wyoming - nord
- Sweetwater County, Wyoming - öst
- Summit County, Utah - syd
- Rich County, Utah - nordväst

## Orter
Invånarantal vid 2010 års folkräkning anges inom parentes.

### Större stad (City)
- Evanston (12 639), huvudort

### Småstäder (Towns)
- Bear River (518)
- Lyman (2 115)
- Mountain View (1 286)

### Census-designated places
Census-designated places (CDPs) är orter som saknar kommunalt självstyre och administreras direkt av countyt.
- Carter
- Fort Bridger
- Lonetree
- Robertson
- Urie

### Övergivna orter
- Almy
- Bear River City
- Piedmont